# بورتولا
بورتولا (بالإنجليزية: Portola)‏ هي إحدى مدن مقاطعة بلوماس، كاليفورنيا. تم إعطاءها لقب مدينة في 16 مايو، 1946.
سميت المدينة على المستكشف غاسبار دي بورتولا

## المناخ
يظهر الجدول التالي التغييرات المناخية على مدار السنة لبورتولا:
| البيانات المناخية لـبورتولا                   | البيانات المناخية لـبورتولا | البيانات المناخية لـبورتولا | البيانات المناخية لـبورتولا | البيانات المناخية لـبورتولا | البيانات المناخية لـبورتولا | البيانات المناخية لـبورتولا | البيانات المناخية لـبورتولا | البيانات المناخية لـبورتولا | البيانات المناخية لـبورتولا | البيانات المناخية لـبورتولا | البيانات المناخية لـبورتولا | البيانات المناخية لـبورتولا | البيانات المناخية لـبورتولا |
| الشهر                                         | يناير                       | فبراير                      | مارس                        | أبريل                       | مايو                        | يونيو                       | يوليو                       | أغسطس                       | سبتمبر                      | أكتوبر                      | نوفمبر                      | ديسمبر                      | المعدل السنوي               |
| --------------------------------------------- | --------------------------- | --------------------------- | --------------------------- | --------------------------- | --------------------------- | --------------------------- | --------------------------- | --------------------------- | --------------------------- | --------------------------- | --------------------------- | --------------------------- | --------------------------- |
| الدرجة القصوى °ف (°م)                         | 71 (22)                     | 72 (22)                     | 84 (29)                     | 86 (30)                     | 94 (34)                     | 111 (44)                    | 110 (43)                    | 107 (42)                    | 100 (38)                    | 92 (33)                     | 82 (28)                     | 72 (22)                     | 111 (44)                    |
| متوسط درجة الحرارة الكبرى °ف (°م)             | 42.8 (6.0)                  | 46.2 (7.9)                  | 52.0 (11.1)                 | 59.0 (15.0)                 | 67.7 (19.8)                 | 76.8 (24.9)                 | 86.1 (30.1)                 | 84.4 (29.1)                 | 78.0 (25.6)                 | 67.0 (19.4)                 | 53.4 (11.9)                 | 44.4 (6.9)                  | 63.1 (17.3)                 |
| متوسط درجة الحرارة الصغرى °ف (°م)             | 17.2 (−8.2)                 | 20.1 (−6.6)                 | 23.7 (−4.6)                 | 27.4 (−2.6)                 | 32.6 (0.3)                  | 37.3 (2.9)                  | 40.9 (4.9)                  | 38.7 (3.7)                  | 33.9 (1.1)                  | 28.1 (−2.2)                 | 22.9 (−5.1)                 | 18.5 (−7.5)                 | 28.4 (−2.0)                 |
| أدنى درجة حرارة °ف (°م)                       | −24 (−31)                   | −21 (−29)                   | −12 (−24)                   | 3 (−16)                     | 13 (−11)                    | 20 (−7)                     | 22 (−6)                     | 19 (−7)                     | 12 (−11)                    | 3 (−16)                     | −6 (−21)                    | −28 (−33)                   | −28 (−33)                   |
| الهطول إنش (مم)                               | 3.67 (93)                   | 3.30 (84)                   | 2.84 (72)                   | 1.33 (34)                   | 1.01 (26)                   | 0.59 (15)                   | 0.31 (7.9)                  | 0.25 (6.4)                  | 0.38 (9.7)                  | 1.17 (30)                   | 2.19 (56)                   | 3.44 (87)                   | 20.48 (521)                 |
| متوسط تساقط الثلوج إنش (سم)                   | 16.0 (41)                   | 13.8 (35)                   | 9.9 (25)                    | 2.9 (7.4)                   | 0.7 (1.8)                   | 0.0 (0.0)                   | 0.0 (0.0)                   | 0.0 (0.0)                   | 0.1 (0.25)                  | 0.3 (0.76)                  | 4.7 (12)                    | 12.2 (31)                   | 60.7 (154)                  |
| متوسط أيام هطول الأمطار (≥ 0.01 inch)         | 8                           | 8                           | 8                           | 5                           | 5                           | 3                           | 1                           | 1                           | 2                           | 4                           | 6                           | 7                           | 58                          |
| المصدر: WRCC (temperature normals 1915–2013), |                             |                             |                             |                             |                             |                             |                             |                             |                             |                             |                             |                             |                             |

## الموقع الجغرافي
الموقع الجغرافي للمناطق المحيطة بهذه النقطة هو كالتالي: